# Хлорид нитрила
Хлорид нитрила (хлористый нитрил) — хлорангидрид азотной кислоты, бесцветный газ.

## Получение
В промышленности хлорид нитрила получают при воздействии хлора на нитрат серебра:
{\displaystyle {\mathsf {2AgNO_{3}+2Cl_{2}\rightarrow 2NO_{2}Cl\uparrow +2AgCl+O_{2}}}}
либо при воздействии хлороксида фосфора на нитрат серебра:
{\displaystyle {\mathsf {3AgNO_{3}+POCl_{3}\rightarrow 3NO_{2}Cl\uparrow +Ag_{3}PO_{4}}}}

## Физические свойства
Представляет собой бесцветный газ, светло-жёлтую жидкость или белое твёрдое вещество. Термически неустойчив, разлагается уже при комнатной температуре. Водой полностью гидролизуется. Металлы сильно корродирует.

## Химические свойства
Бурно реагирует с аммиаком или диоксидом серы:
{\displaystyle {\ce {NO2Cl + 2NH3 -> NH2NO2 + NH4Cl}}}
В приведённой реакции образуется нитрамид.
Гидролизуется водой:
{\displaystyle {\ce {NO2Cl + H2O -> HNO3 + HCl}}}
Фотолизуется на воздухе:
{\displaystyle {\ce {NO2Cl ->[hv]Cl + NO2}}}
Реагирует с кислотами. В частности с соляной кислотой:
{\displaystyle {\ce {NO2Cl + HCl -> HNO2 + Cl2}}}
Регирует с оксидами азота с образованием хлорида нитрозила:
{\displaystyle {\ce {NO2Cl + 2NO2 ->ClNO + N2O5}}}
Является сильным окислителем. 

## Применение
Используется как нитрирующий и хлорирующих реагент в органическом синтезе. Может играть роль окислителя. 

## Безопасность
Крайне опасный газ. Может взорваться при контакте с органическими материалами. Разъедает ткани и мокрую плоть. Раздражающее вещество для кожи, глаз и слизистых оболочек.
Учёные в Китае выдвинули гипотизу, согласно которой повышенное содержание хлора в атмосфере связано с выбросами хлорида нитрила. Опасен для экологии, загрязнитель атмосферы.